# Фуџоу
Фуџоу (福州) град је Кини у покрајини Фуђен, претходно познат и као Фочоу, главни је и један од највећих градова у Кинеској поркрајини Фуџијан. Заједно са округом Нингде, сматра се да Фуџоу представља језички и културни простор Миндонг језика(истоџно фуџијански). Фуџоу лежи на левој(северној) обали највеће реке у покрајини Фуџијан, реке Мин. Према процени из 2009. у граду је живело 1.245.289 становника. Популација Фуџоа, по последњем попису из 2010, износи 7.115.370, док према последњим информацијама износи нешто више од 7.600.000 становника, 4,408,076 становника у урбано насељеном делу града и представљају  61.95% градске популације. У предграђу живи 2.707.294 становника и представљају 38,05% градске популације. 2015, Фуџоу је рангиран на 10. месту на свету, као најбрже растућа градска зона, од стране Brookings Institution. Рангиран је као 20-и по развоју у Кини од стране Кинеске Комисије за национални развој и реформе.

## Порекло имена
На кинеском језику, "有福之州" (yǒufúzhīzhōu), значи Град добре среће. Назив Фуџоу потиче од планине Футо, која се налази на северо-западном делу града. Комбиновано са речи -Џоу, што значи насеобина, град је добио име Фуџоу. Током периода ратова, за време владавине династије Ћин, град је мењао име више пута у периоду између 3. и 9. века да би коначно задржао садашње име Фуџоу948. године. На кинеском језику, Фуџоу се такође назива и као Град Бањана, по дрвећу Бањан које расте на територији читавог града.

## Историјске чињенице

### Историја пре династије Ћин-а (пре 221. п. н. е.)
Остаци две неолитске културе - култура Хукиутоу (頭 文化), од око 5000. године пре нове ере, и планинска култура Танши (石山 石山 文化), од око 3000. године пре нове ере, откривени су и ископани у области Фужоа. Током периода ратних држава (око 475–2121. Пне.), Хан Кинези су почели да спомињу модерно подручје Фуџјиана као Мин Јуе, сугеришући да су домаћи становници тог подручја били огранак народа Јуе, породица не-Хан племена која су некада насељавала већину јужне Кине. Године 306. п. н. е., краљевство Јуе (данашњи Џећанг) је припојено  у државу Чу. Историчар династије Хан Сима Киан написао је да су преживели чланови краљевске породице Јуе побегли на југ до данашњег Фуџјиана, гдје су се настанили уз домаће Јуе људе, придруживши се Хан и Јуе култури. Њихов главни центар није био на савременој локацији у Фужоу, већ даље на сливу реке Мин у близини града Вуишан.

### Династије Ћин и Хан (221. п. н. е. – 206 н.е.)
Први цар Кине ујединио је древну Кину 221. п. н. е. и пожелео да јужни и југоисточни регион доведе под кинеску власт. Династија Ћин је организовала своју територију у "Команданте" - еквивалентно покрајини - а област Фуџијана је била организована као Минџонг Команда (閩中 郡). Чини се да је област наставила углавном независна од кинеске контроле у наредном веку. Династија Хан следила је краткотрајног Ћина, а цар Гаоцу из Хана прогласио је Минју и суседни Нанјуе аутономним вазалним краљевствима. Године 202. п. н. е., цар Гаоцу је дао име вођи по имену Вужу, као краљ Минјуа, и зидани град звани Је. Оснивање Је у 202. п. н. е. је постао традиционални датум оснивања града Фузхоа.

### Од Три краљевства до Суи династије (200—618)
Током периода Три краљевства, југоисточна Кина је номинално била под контролом Источног Вуа, а област фуџоу имала је бродоградилиште за обалску флоту и флоту реке Јангце. 282. године, за време династије Јин, у Јеу су изграђена два вештачка језера позната као Источно језеро и Западно језеро, као и каналски систем. Језгро модерног Фужоа расло је око ова три водоводна система, иако источна и западна језера више не постоје. 308. године, током рата осам кнезова на крају династије Јин, почела је прва велика миграција кинеских имиграната Хана на југу и југоистоку Кине, праћена каснијим таласима током каснијих периода ратовања или природне катастрофе у унутрашњости Кине. Административни и економски центар области Фуџијана почео је да се пребацује на подручје Је током династије Суи (581—618).

### Танг у доба десет краљева (618–960)
Године 725, град је званично преименован у "Фуџоу". Током династије средњег Танг-а, економске и културне институције у Фуџоу су расле и развијале се. У каснијим годинама Танг-а, уочено је низ политичких превирања унутар Кине, што је довело до још једног таласа Кинеза који су се доселили у данашње подручје Фуџијана и Гуангдонга. Године 879. велики део града је заробила војска Хуанг Цхао-а током побуне против Танг-ове владе. Године 893. браћа, војсковође Ванг Цхао и Ванг Схензхи, заробили су Фуџоу у побуни против династије Танг, успјешно стекавши контролу над целом провинцијом Фуџијан и на крају прогласили оснивање независног краљевства којег су звали Мин Краљевство. 909. године. више имиграната је са севера, иако је њихово краљевство преживело само до 945. године. Фуџоу је 978. године инкорпориран у новоосновану династију Сонг, иако је њихова контрола над планинским подручјима била слаба. Фуџоу је напредовао током династије Танг. Будизам је брзо усвојен од стране грађана који су брзо изградили многе будистичке храмове у том подручју.

### Сонг ера (960–1279)
Фуџоу је доживео драматичан талас у својој префињеној култури и образовним институцијама током династије Сонг, јер је Фуџоу произвео 10 Фуџоанских научника (ученици који су  рангирану на првом место на царским испитима), велики број за мали град током те династије. Хуалин храм, основан је 964. године и један је од најстаријих сачуваних дрвених конструкција у Кини. Нови градски зидови изграђени су 282., 901., 905. и 974. године, тако да је град имао много слојева зидова - више него кинески главни град. Цар Таизонг из династије Сонг наредио је уништење свих зидова у Фуџоу 978. године, али су нови зидови касније обновљени. Најновија је саграђена 1371. Током династије Сонг, Фуџоу је постао просперитетнији; многи научници су дошли да живе и раде. Међу њима су били Жу Ши, најславнији кинески филозоф након Конфучија, и Шин Киђи, највећи композитор и поетичар. Марко Поло, италијански гост цара Кубилаја, превео је, по конвенцијама италијанског правописа, име места као Фугиу. Ово није био локални Мин изговор него административни мандарински.

### Династија Минг (1368–1644)
Између 1405. и 1433. године, флота Минг Империал морнарице под адмиралом Џенгом Хе отпловила је из Фуџоа у Индијски океан седам пута; у три наврата флота је пристала уз источну обалу Африке. Пре последњег једрења, Џенг је подигао стелу посвећену богињи Тиан-Феи (Матсу) у близини луке. Влада Минга дала је монопол над филипинском трговином Фуџоу, који је повремено дељен са Куанжу-ом. Галеоте Переира, португалски војник и трговац, заробљен је током кампање уништавања пирата из 1549. и затворен у Фуџоу. Касније је пребачен у друге делове покрајине, Переира је побегао у Лангбаијиао 1553. године. Краљевина Рукју успоставила је амбасаду у Фуџоу.

### Династија Ћинг (1644—1912)
1839. године, Лин Зексу, који је и сам био становник Фуџоуа, именован је од стране цара Даогуанг да спроведе империјалну забрану трговине опијумом у Кантону. Његове неуспешне акције, међутим, убрзале су катастрофални Први опијумски рат с Великом Британијом, а Лин, који је постао жртвени јарац за кинески неусјех у рату, био је протеран на северозападни део царства. Уговор из Нанкинга (1842.), који је окончао сукоб, учинио је Фуџоу (тада познатим западњацима као Фочо) једну од пет кинеских уступница уговора, и постао је потпуно отворен за западне трговце и мисионаре. Фуџоу је био једно од најважнијих поља протестантске мисије у Кини. 2. јануара 1846. први протестантски мисионар, Стивен Џонсон, ушао је у град и ускоро основао прву мисионарску станицу. Протестантска култура. Они су подржали стварање болница и школа, укључујући и Волстонову Меморијалну болницу, коју води обучени Ху Кинг Енг.
Дана 23. августа 1884. године избила је битка за Фуџоу између француске Далекоисточне флоте и Фуџијанске флоте династије Ћинг. Као резултат тога, Фуџијанова флота, једна од четири кинеске регионалне флоте, потпуно је уништена у луци Мавеи.

### Република Кина
Дана 8. новембра 1911. револуционари су организовали устанак у Фуџоу. Након ноћне борбе у улици, војска Кинга се предала.

#### Револуционарна Република
Дана 22. новембра 1933. Еуген Чен и лидери 19. армије Националне револуционарне војске успоставили су краткотрајну Народну револуционарну владу републиканске Кине. Блокирана је од стране Чанг Кај Шека и остављена без подршке од стране суседне Кинеске Совјетске Републике, и пала је за два месеца.

#### Јапанска окупација
Са избијањем кинеско-јапанског рата 1937. године, непријатељства су почела у провинцији Фуџијан. Ксиамен је први пао под јапанском десантном војском 13. маја 1938. године. Пад Ксиамена је одмах угрозио сигурност Фуџоа.
Дана 23. маја, јапански бродови су бомбардовали Меи-Хуа, Хуанг-цхи и Пеи-Цхиао, док су јапански авиони наставили да малтретирају кинеске снаге. Између 31. маја и 1. јуна, кинеске топовњаче Фу-Нинг, Чен-Нинг и Суминг бранећи линију блокаде у ушћу реке Мин су сукцесивно бомбардоване и потопљене. У међувремену, кинески брод Цху-Таи привезан на Нан-Таи је оштећен. Лучка команда Кинеске морнарице, касарна, бродоградилиште, болница и касарна у Мавеију су сукцесивно бомбардовани. Забележено је да је Фуџоу пао 1938.
Западни посетиоци Фуџоа у периоду 1941–1944 укључују аустралијског новинара Вилфреда Бурцхета 1942. године. и британског научника др Јосефа Недхама у мају 1944. Оба посетиоца бележе присуство британског конзула и Фуџоу. Као део операције Ицхи-Го (1944), последње велике јапанске офанзиве у Кини у Другом светском рату, Јапанци су намеравали да изолују коридор Фуџоу и провинције Фуџијан од националистичких снага у западној Кини и ратној престоници Чонгчинг. Један извештај о поновном заузимању јапанског града Фуџоа, приповеда амерички морнарички часник Хоугхтон Фрееман.  Датум је дат као 5. октобар 1944. фуџоу је остао под контролом Јапана све до предаје Јапана и његових оружаних снага у Кини у септембру 1945. године. Након реституције републичке контроле (1946), административне дивизије у Фуџоу су анексиране, а административни ниво је званично промовисан са жупанијског нивоа на градски ниво.

### Народна Република Кина
Фуџоу је окупиран од стране Народне ослободилачке војске са мало отпора 17. августа 1949. Током 1950-их, град је био на првој линији сукоба са Тајваном, јер су непријатељски авиони често бомбардовали град. Бомбардовање 20. јануара 1955. године било је најозбиљније, убивши стотине људи. Фуџоу је такође био укључен у насилни масовни хаос током културне револуције. Различите групе Црвених чувара бориле су се међусобно користећи пушке на улицама града, па чак и напале Народну ослободилачку војску. У оквиру политике реформе и отварања од краја 1970-их, Фуџоз се брзо развијао. Године 1982. Фуџоу је постао први град у Кини гдје је уведена контрола архивираних програма, што је означило прекретницу у историји телекомуникација у Кини. Године 1984, Фуџоу је изабран као један од првих грана отворених приобалних градова од стране централне владе. 13. децембра 1993. ватра је прогутала  текстилну фабрику у Фуџоу и однела животе 60 радника. 2. октобра 2005. године, поплавне воде из Тајфуна Лонгванг однијеле су војну школу, убивши најмање 80 паравојних официра.

## Географија
Фуџоу се налази на североисточној обали провинције Фуџијан, повезује се северно са Нингдеом и Нанпингом, на југу са Куанзхоу и Путианом, западно са Санмингом.

### Клима
Фуџоу има влажну суптропску климу, под утицајем источно азијског монсуна; Лета су дуга, јако врућа и влажна, а зиме кратке, благе и суве. Током монсуна у другој половини маја долази до бујичних киша. Фуџоу је такође подложан тајфуну крајем лета и почетком јесени. Месечна 24-часовна средња температура креће се од 10,9 °C (51,6 °F) у јануару до 28,9 °C (84,0 °F) у јулу, док је годишња средња вредност 19,84 °C (67,71 °F). Са месечним процентом могућег сунчевог зрачења у распону од 24% у марту до 54% у јулу, град добија 1.607 сати светлог сунца годишње. Екстреми од 1951. године кретали су се од −19 °C (−2 °F) 25. јануара 2016. до 41,7 °C (107,1 °F) 26. јула 2003.

## Административна подела
Административне поделе у Фуџоу су се често мењале током историје. Од 1983. године, званично су формиране Фуџоу актуелне административне поделе, односно 5 дистрикта и 8 округа. Године 1990. и 1994., Фућинг и Чангле, промовиране су у градове на разини жупанија; Чангле је постао дистрикт 2017. године. Упркос овим променама, административни имиџ "5 дистрикта и 8 округа" и даље се популарно одржава међу локалним становништвом. Цела област Фуџоа покрива само 9,65% провинције Фујиан.

## Култура
Град Бањана се разликује од главних токова унутрашњих култура централне Кине, и детаљно се разликује од других подручја кинеске обале.

#### Језик и уметност
Поред мандаринског кинеског, већински локални становници Фуџоа такође говоре Фуџоу дијалект, престижни облик Источно Минског. Мин опера, позната и као Фуџоу драма, једна је од главних опера у провинцији Фуџијан. Ужива популарност у области Фуџоу и у суседним деловима Фуџијана, као што су североисточна и северозападна подручја у којима се говори Фуџоу дијалект, као и на Тајвану и Малајском архипелагу. Постала је фиксна опера почетком 20. века. Постоји више од 1.000 представа Мин опера, од којих већина потиче из народних прича, историјских романа или древних легенди.

#### Религија
Две традиционалне главне религије које се практикују у Фуџоуу су будизам и таоизам. Традиционално, многи људи практикују обе религије истовремено. Град је такође дом многих будистичких манастира, таоистичких храмова и будистичких монаха. Осим уобичајених религија, на улицама Фуџоа налази се низ верских места разних локалних религија. Порекло локалне религије може се датирати још од давних векова. Ове различите религије укључују елементе као што су богови и доктрине из других религија и култура, као што су обожавање тотема и традиционалне легенде. На пример, краљ мајмуна, који је настао на богослужењу мајмуна међу локалним древним народима, постепено је почео да утеловљује Бога богатства у Фуџоу након што је роман Пут на Запад издат за време династије Минг.

#### Домаћа кухиња
Локално јело Фуџоу Личи свињетина, позната по слатко-киселом укусу. Кухиња у Фуџоу је једна од четири традиционалне кухиње Фуџијан кухиње, која је једна од осам кинеских регионалних кухиња. Јела су лагана али укусна, са посебним нагласком на укус умамија, познатог у кинеској кухињи као кианвеи, као и задржавање оригиналног укуса главних састојака уместо маскирања. У кухињи Фуџоа, укус је лаган у поређењу са неким другим кинеским стиловима, и често има мешавину слатког и киселог укуса. Супа, која се служи као незаобилазно јело уз оброке, кува се на разне начине са локалним сезонским свежим поврћем и морским плодовима и често се додаје уз домаће вино. Фуџоу је познат по уличној храни и грицкалицама. Неке упечатљиве уличне хране укључују рибље куглице фуџоу, куглице од месних пецива, супу од риже, чварке,  итд. Многа од ових јела са улице имају дугу историју, на пример, супа од пиринча постала је популарна у Фуџоу у раној фази династије Кинг. На пример, у Ситиавану у Ипох-у, Малезија, може се наћи гонг пиан и рибље лоптице из Фуџоа, кнедле од месних пецива и супа од свеже риже могу се пронаћи у кинеској четврти Њујорка. Становници Фуџоа такође уживају у јелу фестивала током традиционалних кинеских празника. На пример, црвени и бели пиринчани колачи (аре) се сервирају током кинеске Нове године, пуњени иуанкиао током фестивала Лантерн, зонгзи током фестивала Змајевог брода.

#### Специјални изуми
Папирни кишобрани су "Трећа блага" традиционалне уметности фуџоу. Поред тога,  заједно са сликама од плуте и каменим скулптурама Шоушан, се називају "Три суперекселенције" Фуџоа.

## Медији
Фуџоу вечерње новине, Директне новине и Југоисточни Експрес,  су три примарне новине у граду. Фуџоу Дејли је званични лист комитета Комунистичке партије Кине у фуџоу. ФЗТВ, локална општинска телевизијска станица има четири канала. Као главни град, покрајинска државна Фуџијан Медијска Група, Фуџијан Дневна Новинска Група и Директна Издавачка у Дистрибутивна Група такође имају седиште.

## Транспорт

#### Аеродром
Међународни аеродром Фуџоу Чангле. Град је седиште Међународног аеродрома Фуџоу Чангле, који замјењује Фуџоу Ику аеродром, стари аеродром. Ику аеродром је главни међународни аеродром и ваздушни чвор на југоистоку Кине, док је други био претворен у ПЛА ваздушну базу после 1997. године.

#### Железнице
Фуџоу је железничко чвориште на северу Фуџијана. Железнице Вензхоу – Фуџоу и Фуџоу – Ксиамен, чине део железничког коридора велике брзине на југоисточној обали и могу да приме возове велике брзине до 250 km/h. Железничка пруга Хефеи – Фуџоу повезује град са Пекингом кроз оближњу покрајину Јиангки брзинама до 350 km/h. Железничка пруга Нанпинг-Фуџоу и железница Ксиангтанг-Путиан пружају приступ прузи у унутрашњости. Ова последња линија може да превози возове брзином од 200 km/h. Регионална теретна пруга Фуџооу-Мавеи вози од железничке станице Фуџоу према истоку до луке у округу Мавеи. Фуџоу има две главне железничке станице, Фуџоу и Фуџоу Јуж. Станица.

#### Метро
Линија 1 повезује двије железничке станице града. Железничка станица Фуџоу налази се северно од центра града. Јужна железничка станица у Фуџоу, која се налази у округу Чангшан, кључни је знак развојне шеме Новог града, започета 2007. године и завршена је 2010. године. Крајем априла 2019. године, отворена је линија 2 која повезује Минхоу дистрикт са Гушан планином(планина бубњева).

#### Лука
Пристаниште у Луоиуан Баиу, фуџоу. Путнички линијски бродови редовно плове између острва Матсу и луке у округу Мавеи. Трајект велике брзине плови преко Тајванског теснаца између луке у округу Пингтан, најближег копна од Тајвана, до Таипеиа и Таицхунга. Брод плови око 3 сата.

##### Историја луке Фуџоу
Године 1867. лука у Фуџоу била је место једног од првих великих кинеских експеримената са западном технологијом, када је основано бродоградилиште Фуџоу: Бродоградилиште и арсенал су изграђени под француским вођством и отворена је поморска школа. У бродоградилишту је основана и поморска академија, која је постала центар за проучавање европских језика и техничких наука. Академија, која је нудила курсеве на енглеском и францускомјезику, инжењерству и пловидби, произвела је генерацију официра који су били обучени на Западу, укључујући и чувеног научника реформатора Иана Фуа (1854–1921). Одсек је основан као дио програма за јачање Кине након катастрофалног пораза земље у Другом опијумском рату (1856–60). Међутим, већина талентованих ученика наставила је да се бави традиционалним конфучијским образовањем, а средином 1870-их влада је почела губити интерес за бродоградилиште, које је имало проблема са обезбеђивањем средстава и смањењем важности. Фуџоу је у суштини остао комерцијални центар и лука све до Другог светског рата; имао је релативно мало индустрије. Луку су заузели Јапанци током 1940-1945. Од 1949. године, Фуџоу је знатно порастао. Транспорт је побољшан prоширењем Мин реке за пловидбу бродовима средње величине узводно до Нанпинга. Године 1956. почела је са радом железничка пруга која је повезивала Фуџоу са унутрашњим делом покрајине и са главним кинеским железничким системом. Лука је такође побољшана; Главни извоз су дрво, воће, папир и прехрамбени производи.

## Економија
Индустрија се снабдева електричном енергијом помоћу мреже која тече од Гутиан хидроелектране у планинама на северозападу. Град је центар за комерцијално банкарство, дизајнерске брендове и дрвну индустрију, инжењеринг, производњу папира, штампу и текстилну индустрију. Мала фабрика гвожђа и челика изграђена је 1958. године. Године 1984. фуџоу је проглашен једним од "отворених" градова Кине у новој политици, отворених врата који позива стране инвестиције. Рукотворине остају важне у руралним подручјима, а град је познат по својим лаковима и дрвеним производима. фуџоу је несумњиво политички, економски и културни центар покрајине, као и индустријски центар и лука на ријеци Мин. У 2008, Фуџоу БДП је износио 228,4 милијарде еура, што је повећање од 13%. Произведени производи укључују хемикалије, текстил од свиле и памука, гвожђе и челик и прерађену храну. Међу извозима Фуџоа су фини лакови и ручно израђени вентилатори и кишобрани. Трговина у граду је углавном на кинеским обалним лукама. Извоз дрвне грађе, прехрамбених производа и папира се креће кроз луку у Гуантоуу, која се налази на око 50 km низводно. У 2008. извоз је достигао 13,6 милијарди долара, што је раст од 10,4%, док је увоз износио 6,8 милијарди долара. Укупна малопродаја у истом периоду износила је 113,4 милијарде фунти, а БДП по глави становника порастао је на 33,615.  У истом периоду, Фуџоу је одобрио 155 пројеката страних инвеститора. Уговорена страна улагања износила су 1,489 милијарди УСД, док су искориштене стране инвестиције порасле за 43% на 1.002 милијарде УСД.

### Економске и технолошке зоне
Зона економског и технолошког развоја у Фуџоу основана је у јануару 1985. године од стране Државног савета, са укупном планском површином од 22 km² и сада има 10,1 km². Налази се у близини међународног аеродрома Фуџоз Чангле и луке Фуџоу. Индустрије које се подстичу у овој зони укључују монтажу електронике и производњу, телекомуникацијску опрему, трговину и дистрибуцију, производњу / монтажу аутомобила, медицинску опрему и опрему, транспорт / складиштење / логистику и тешку индустрију.
- Фуџоу зона слободне трговине

Зона слободне трговине у Фуџоу основана је 1992. године од стране Државног савета, са планском површином од 1,8 km². Индустрије које се подстичу у зони слободне трговине укључују монтажу и производњу електронике, тешку индустрију, производњу инструмената и индустријске опреме, транспорт / складиштење / логистику, телекомуникацијску опрему, трговину и дистрибуцију.
- Стамбени објекти у фуџоу

Фуџоу индустријска развојна зона високе технологије. Развојна зона високе технологије у Фуџоу основана је 1988. године и одобрена од стране Државног савета у марту 1991. године, чинећи је водећом електронском индустријском зоном у фуџоу. Управна зона Мавеи Хи-тек парка основана је 1999. године. Простире се на површини од 5,6 km² и налази се на подручју између канала Гушан и Мавеи, Јиангбин Роад и Фума Роад.
- Фуџоу научно-технолошки парк

Фуџоу научно-технолошки парк је основан 1988. године и одобрен је да буде државна зона од стране Државног савета 1991. године. део Чангшан, и део Хонгшан. Главне индустрије су електроника, информационе технологије и биотехнологија. Зона је удаљена 7 km од националног ауто-пута 316 и 41 km од међународног аеродрома Фуџоу Чангле.
- Зона развоја трговине са Тајваном

Зона за развој трговаца у фуџоу Тајвану одобрена је да буде основана у мају 1989. године од стране Државног савета. Зона се налази у зони економског и технолошког развоја у Фуџоу. Зона је комерцијална база за развој веза са Тајваном. Садашња површина износи 6 km². Главне индустријске гране су ИТ, металургија, прерада хране и текстил. Зона је 11,5 km удаљена од националног ауто-пута 316 и 52 km од међународног аеродрома Фуџоу Чангле.

## Становништво
Према процени, у граду је 2009. живело 1.245.289 становника.
| 1990.   | 2000.     | 2009.     | 2012.     |
| ------- | --------- | --------- | --------- |
| 863.508 | 1.070.849 | 1.245.289 | 7.115.370 |

## Партнерски градови
- Кошалин
- Нагасаки
- Singkawang
- Нојбранденбург
- Момбаса
- Омск
- Сиракјус
- Такома
- Наха
- City of Shoalhaven